# Viktor N. Mihailov
Viktor N. Mihailov (n. 12 februarie 1934, Moscova, RSFS Rusă, URSS – d. 25 iunie 2011) a fost un fizician sovietic și rus, membru al Academiei de științe din Federația Rusă, specializat în fizica nucleară și a detonațiilor, ministru al energeticii atomice din Federația Rusă în anii 1992-1998.

## Biografie
Fost membru PCUS